# Set It Off (Offset)
Set It Off è il terzo album in studio del rapper statunitense Offset, pubblicato il 13 ottobre 2023 dalla Motown.

## Descrizione
L'album contiene le collaborazioni di Travis Scott, Don Toliver, Future, Cardi B, Mango Foo, Latto, Young Nudy e Chlöe. È stato definito da HotNewHipHop come un album trap.
| Recensione      | Giudizio |
| --------------- | -------- |
| Clash           | 8/10     |
| Financial Times |          |
| HipHopDX        |          |
| NME             |          |
| Pitchfork       | 6.3/10   |
| The Guardian    |          |

## Tracce
1. On the River – 1:36 (testo: Kiari Cephus, Joshua Luellen, Kirby Lauryen Dockery, Thomas Brenneck – musica: Southside)
2. Say My Grace (feat. Travis Scott) – 2:53 (testo: Cephus, Jacques Webster II, Anderson Hernandez, Michael Mulé, Isaac De Boni, Maneesh Bidaye, Douglas Ford – musica: Offset, Vinylz, FnZ, Maneesh)
3. Worth It (feat. Don Toliver) – 3:08 (testo: Cephus, Caleb Toliver, James Seals, Javaan Anderson, Ford, Chase Rose, Everett Romano – musica: ChaseTheMoney, Heavy Mellow)
4. Broad Day (feat. Future) – 2:48 (testo: Cephus, Nayvadius Wilburn, Nikolas Papamitrou, Daoud Anthony, Ford – musica: Nick Papz, Daoud)
5. Fan – 2:36 (testo: Cephus, Mulé, De Boni, Travis Walton, Joshua Goldenberg, Leon McQuay III, Aaron Booe, Ford – musica: FnZ, Teddy Walton, Thank You Fizzle, Thurdi, Aaron Bow)
6. Freaky (feat. Cardi B) – 3:19 (testo: Cephus, Belcalis Almánzar, Brytavious Chambers – musica: Tay Keith)
7. Hop Out the Van – 2:00 (testo: Cephus, Ozan Yıldırım, Ford – musica: Oz)
8. Don't You Lie – 3:11 (testo: Cephus, Luellen, Robert Richardson, Lesidney Ragland, Mark Williams, Raul Cubina – musica: Southside, Bobby Raps, Too Dope, Offset, Ojivolta)
9. I'm On – 1:45 (testo: Cephus, Matthew Samuels, Peter Risk – musica: Boi-1da, Risk)
10. Big Dawg – 1:45 (testo: Cephus, Yıldırım – musica: Oz)
11. Night Vision – 3:12 (testo: Cephus, Leland Wayne, Bradley Brandon – musica: Metro Boomin, Doughboy)
12. Skyami (feat. Mango Foo) – 3:33 (testo: Cephus, Michael Millhouse, Samuels – musica: Boi-1da)
13. Dissolve – 3:07 (testo: Cephus, Williams, Cubina, Ford, Dylan Cleary-Krell – musica: Offset, Dez Wright)
14. Fine as It Can Be (feat. Latto) – 3:32 (testo: Cephus, Alyssa Stephens, Zachary Mullett – musica: Kutta Beats)
15. Buss My Watch – 1:57 (testo: Cephus, Wesley Glass – musica: Wheezy)
16. Dope Boy (feat. Young Nudy) – 2:43 (testo: Cephus, Quantavious Thomas, Yıldırım, Nik Frascona, Joseph Talamo – musica: Oz, Nik D, Oscar Zulu)
17. Princess (feat. Chlöe) – 4:10 (testo: Cephus, Chloe Bailey, Robin Waiss – musica: BBP)
18. Jealousy (con Cardi B) – 2:54 (testo: Cephus, Almánzar, Yıldırım, Samuels, Jahaan Sweet, Paul Beauregard, Jordan Houston, Arthur Herzog Jr., Billie Holiday – musica: Oz, Boi-1da, Sweet)
19. Blame It on Set – 3:58 (testo: Cephus, Amir Sims, Shivam Barot, Patrick Rosario, Samuels, Scotty Coleman, Ford – musica: Fierce, The Loud Pack, Boi-1da, Coleman)
20. Upside Down – 2:11 (testo: Cephus, Miloš Angelov, Williams, Cubina, Ford – musica: Offset, Don Mills, Ojivolta)
21. Healthy – 2:13 (testo: Cephus, Angelov, Williams, Cubina, Ford – musica: Offset, Don Mills, Ojivolta)

## Classifiche
| Classifica (2023) | Posizione massima |
| ----------------- | ----------------- |
| Australia         | 58                |
| Austria           | 22                |
| Belgio (Fiandre)  | 58                |
| Belgio (Vallonia) | 49                |
| Canada            | 10                |
| Danimarca         | 22                |
| Francia           | 24                |
| Germania          | 35                |
| Islanda           | 20                |
| Italia            | 21                |
| Lituania          | 31                |
| Norvegia          | 4                 |
| Nuova Zelanda     | 17                |
| Paesi Bassi       | 24                |
| Polonia           | 82                |
| Regno Unito       | 62                |
| Stati Uniti       | 5                 |
| Svizzera          | 6                 |
| Ungheria          | 18                |